# Стефан Радослав
Сте́фан Ра́дослав Не́манич (серб. Стефан Радослав Немањић, 1192—1234) — сербский король, правивший Сербией в 1228—1234.

## Биография

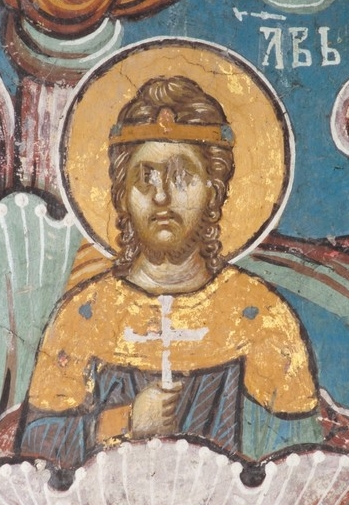
Фреска из монастыря Высокие Дечаны

Стефан Радослав родился в 1192 году и был первенцем в семье Стефана Неманича и византийской принцессы Евдокии. Спустя 9 лет после рождения Радослава, в 1201 году, его отец решил сблизиться с Папой Римским и пошёл на демонстративный разрыв с Византией, отослав свою жену Евдокию в Константинополь. Она была обвинена в изменах и в том, что якобы больна чесоткой. В Константинополе не придали политического значения этому жесту Стефана и сочли брак расторгнутым.
Вскоре после своей коронации в 1217 году Стефан Первовенчанный решил вернуться к прежней политической линии, предполагающей опору на православные страны. Стефану удалось сблизиться с Эпиром, правитель которого Феодор Комнин Дука выдал за сына Стефана Радослава свою дочь Анну.
В 1228 году король Стефан Первовенчанный умер. Престол перешел к Радославу, который был коронован в монастыре Жича.
С самого начала своего правления Радослав попал под сильное влияние своего тестя Феодора Комнина Дуки. Определённую роль в этом сыграло и то, что матерью Радослава была дочь византийского императора, приобщавшая его к византийским культуре и традициям. Зависимость короля от его жены и тестя настроили против него сербское дворянство. Однако, пользуясь покровительством эпирского деспота, Радослав ощущал себя в безопасности. По мнению сербского историка Желько Файфрича, он больше гордился своей принадлежностью к династии византийских императоров, нежели принадлежностью к Неманичам. На издаваемых грамотах Радослав в подписи ставил Дука — фамилию своей матери, а на монетах были надписи по-гречески, а не по-сербски.
Тем не менее, положение Радослава было весьма стабильным, пока Феодор Комнин сохранял свою власть. Однако в 1230 году он был разбит и пленен в битве при Клокотнице болгарским царем Иваном II Асенем, после чего позиции Радослава, вероятно, серьезно ослабли. В результате несколько влиятельных дворянских семей восстали против власти короля в 1233 году. Феодосий писал, что знать отказалась от поддержки Радослава и встали на сторону молодого Владислава. Радослав бежал из страны осенью того же года. Есть сведения о том, что он, пытаясь вернуть трон, пообещал наместнику Рагузы (Дубровника) торговые привилегии в обмен на поддержку. Узнав об этом, Владислав начал угрожать Рагузе и Радослав был вынужден обратиться за помощью к боснийскому бану Матею Нинославу, но потерпел неудачу и бежал к Мануилу Комнину в Диррахий, где также не получил ожидаемой помощи.
Архиепископ Савва попытался погасить конфликт. Его симпатии, скорее всего, были на стороне Радослава, так как он был законным правителем, однако, желая не допустить масштабной борьбы за трон, которая бы ослабила страну, он предпринял меры для коронования Владислава. Во многом благодаря усилиям Саввы Владислав женился на дочери могущественного болгарского царя Ивана II Асена. Вскоре после этого Савва отказался от сана в пользу своего ученика Арсения. С Саввой связался Радослав, пожелавший вернуться домой и заявивший о своем отказе от борьбы за трон. В результате, как писал Феодосий, чтобы защитить Радослава от Владислава, Савва постриг его в монахи под именем Йована.
Условия соглашения между Владиславом и Радославом, сопутствовавшего возвращению последнего в Сербию, доподлинно неизвестны, но по мнению историка Желько Файфрича, он больше не восставал против короля. Возможно, Владислав также дал ему в управление часть страны.

## Падение
После поражения тестя Феодора Комнина от болгарского царя Ивана Асеня II, Стефан Радослав был свергнут с трона своим младшим братом Владиславом. Последний год жизни провел в монастыре Студеница, где и был захоронен.